# Meliolina metrosideri
Meliolina metrosideri är en svampart som beskrevs av S. Hughes 1993. Meliolina metrosideri ingår i släktet Meliolina och familjen Meliolinaceae.   Inga underarter finns listade i Catalogue of Life.